# 火渡館
火渡館（ひわたりだて）は、岩手県遠野市附馬牛町（つきもうしちょう）上附馬牛字火渡にあった戦国時代の日本の城。

## 概要
築城時期は不明。旧陸奥国閉伊郡上附馬牛村に所在した。城跡は猿ヶ石川と荒川の合流点より北東500メートルの丘陵上にある。東西方向に伸びる頂上稜線の平坦面は東西300メートル・南北100メートルで、数段の曲輪に別れ、東側の稜線基部は3本の空堀で画されている。北側・西側・南側の斜面地にも数段の帯曲輪が残っている。
戦国時代には阿曽沼氏の一族・阿曽沼中務のとき当地を得て、火渡館に居住、附馬牛氏とも火渡氏とも称した。
火渡中務の子・火渡広家は、のちに玄浄と称したが、慶長5年（1600年）阿曽沼一族内訌に与しなかったため、鱒沢氏らに攻められ、火渡館での攻防戦で討死した。

## 参考資料
- 「角川日本地名大辞典」編纂委員会『角川日本地名大辞典 3 岩手県』角川書店、1985年3月8日。ISBN 4-040-01030-2。
- 児玉幸多、坪井清足『日本城郭大系第2巻 青森・岩手・秋田』新人物往来社、1980年7月15日。
- 岩手県教育委員会『岩手県中世城館跡分布調査報告書』 82巻、1986年3月30日、240頁。